# Rawson (departement van Chubut)
Rawson is een departement in de Argentijnse provincie Chubut. Het departement (Spaans:  departamento) heeft een oppervlakte van 3.922 km² en telt 115.829 inwoners.

## Plaatsen in departement Rawson
- Playa El Faro
- Playa Magagna
- Playa Santa Isabel
- Playa Unión
- Puerto Rawson
- Punta Ninfas
- Rawson
- Trelew